# Гельб, Франц
Франц Гельб (нем. Franz Gelb; 7 сентября 1890, Мангейм — 2 января 1948, Мангейм) — немецкий скульптор; до 1914 года был сотрудником и учеником мангеймского скульптора Вильгельма Бальмана. Автор многочисленных скульптурных композиций, расположенных в общественных местах Мангейма.

## Биография

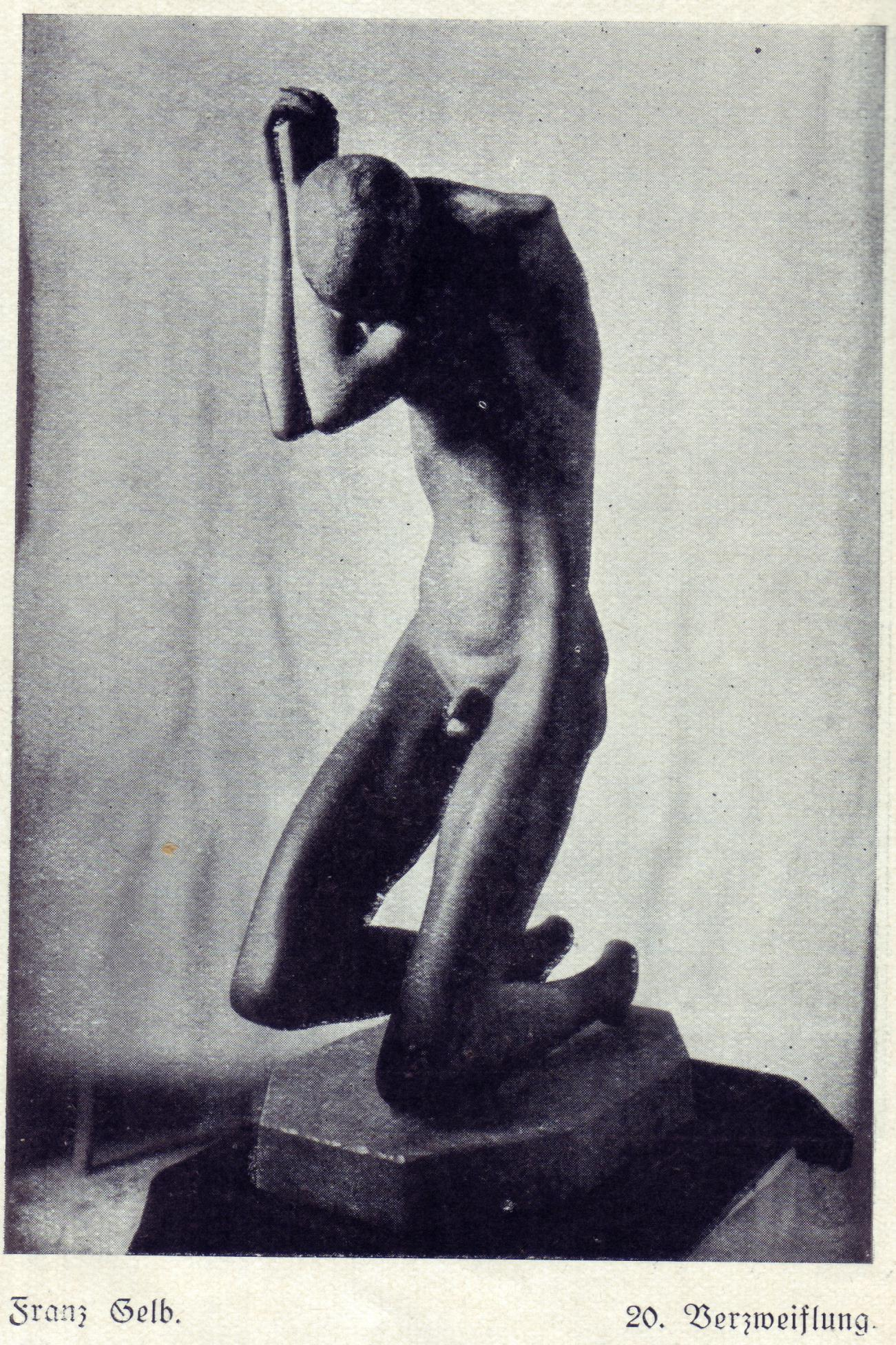
Ф. Гельб. Отчаяние

По состоянию на начало XXI века, сведения о жизни Франца Гельба носили фрагментарный характер. Известно, что он родился 7 сентября 1890 года в Мангейме и окончил школу «Schnitzerschule» в Фуртвангене (Шварцвальд) в 1906 году. После этого он продолжил свое художественное образование, специализируясь на скульптуре из камня: так, до 1914 года, он был сотрудником и учеником мангеймского скульптора Вильгельма Бальмана, а в годы Первой мировой войны, до декабря 1916 года, работал у Германа Тагланга (1877—1951). Гельб создал целый ряд скульптурных композиций, расположенных в общественных местах родного города: в их числе работа «Мать и дитя» (Mutter mit Kind), находящаяся в мангеймской школе имени Альбрехта Дюрера.
До Второй мировой войны в Мангеймском кунстхалле было три скульптуры Гельба, включая автопортрет: их местонахождение после войны не установлено. В 1920 году в кунстхалле Мангейма состоялась совместная выставка работ Франца Гельба и Курта Лаубера (1893—1971). В 1937 году работа «Отчаяние» (Verzweiflung), наряду с несколькими рисунками и эскизами Гельба, были конфискованы как «дегенеративное искусство». Скончался 2 января 1948 года; его именем названа улица Франц-Гельб-Вег (Franz-Gelb-Weg) в мангеймской районе Нойхермсхайм.

## Работы
- 1930: Автопортрет (бронза), высота 44,5 см — Кунстхалле Мангейм, приобретен в 1936 году.
- 1931: «Косуля» — Цирбруннен, Донарштрассе 18 в Мангейме.
- 1932: «Сидящая обнажённая» (каменное литье), высота 43 см — Государственный кунстхалле Карлсруэ.
- 1938: «Прощание и смерть» (красный песчаник) — рельефы у ворот Эренфельда на главном кладбище Мангейма.